# Comuna de Dydnia
Dydnia (polaco: Gmina Dydnia) é uma gminy (comuna) na Polónia, na voivodia de Subcarpácia e no condado de Brzozowski. A sede do condado é a cidade de Dydnia.
De acordo com os censos de 2004, a comuna tem 8.259 habitantes, com uma densidade 63,5 hab/km².

## Área
Estende-se por uma área de 130,02 km², incluindo:
- área agricola: 52%
- área florestal: 39%

## Demografia
Dados de 30 de Junho 2004:
|                      | Total   | Total | Mulheres | Mulheres | Homens  | Homens |
| -------------------- | ------- | ----- | -------- | -------- | ------- | ------ |
|                      | pessoas | %     | pessoas  | %        | pessoas | %      |
| População            | 8259    | 100   | 4137     | 50,1     | 4122    | 49,9   |
| Densidade (pop./km²) | 63,5    | 100   | 31,8     | 31,8     | 31,7    | 31,7   |

De acordo com dados de 2002, o rendimento médio per capita ascendia a 1425,54 zł.

## Subdivisões
- Dydnia, Grabówka, Jabłonka, Końskie, Krzemienna, Krzywe, Niebocko, Niewistka, Obarzym, Temeszów, Ulucz, Witryłów, Wydrna.

## Comunas vizinhas
- Bircza, Brzozów, Nozdrzec, Sanok